# Beady Eye
Beady Eye was een Engelse rockgroep die in 2009 in Londen werd gevormd en gezien kan worden als een voortzetting van Oasis.

## Biografie
Nadat gitarist-vocalist Noel Gallagher de band Oasis verliet besloot zijn broer Liam Gallagher om een eind te maken aan Oasis en een nieuwe band op te richten met gitarist Gem Archer, bassist Andy Bell, die overstapte naar gitaar, en drummer Chris Sharrock.
De band begon met het schrijven van nieuw materiaal vanaf november 2009 en plande een single voor november 2010, gevolgd door een studioalbum in de zomer van 2011, die werd geproduceerd door Steve Lillywhite. De bassist van Beady Eye is Jeff Wootton en Matt Jones speelt live keyboard.
In een interview met The Sunday Times stelde Liam dat Beady Eye "groter wordt dan Oasis" en dat zijn broer "gauw kruipend terugkomt". Hij zei ook dat het album voor driekwart gereed is en dat elk lid van de band vier songs ervoor geschreven heeft.
Op 9 november 2010 kondigde de band op hun officiële website aan dat het eerste nummer van hun debuutalbum uitkomt, "Bring the Light", gratis gedownload kon worden vanaf de site. "Bring the Light" werd ook uitgebracht op vinyl met als B-side: "Sons of the Stage".
Beady Eye gaf op 21 maart 2011 een optreden in Paradiso in Amsterdam, hun eerste optreden in Nederland.
Op 22 maart 2011 volgde een optreden in de AB in Brussel. Op 30 juni gaf de band een tweede concert op Belgische bodem op Rock Werchter.
De band verzorgde op 12 augustus 2012 een live-optreden op de sluitingsceremonie van de Olympische Spelen in Londen met de grote Oasis-hit "Wonderwall".
De band kwam op 10 juni 2013 met een nieuw album, genaamd BE. Het album, gepromoot door verschillende verrassingsoptredens, werd direct beter ontvangen door de fans dan Different Gear, Still Speeding.
Op 5 augustus zou Beady Eye een optreden geven op de Lokerse Feesten (België), maar dit werd afgezegd door de band omdat Gem Archer (gitarist) te kampen had met een blessure.
Eind oktober 2014 werd er onverwachts via Twitter aangekondigd dat de band ermee ophoudt.

## Leden

### Laatste samenstelling
- Liam Gallagher - zang (2009-2014)
- Gem Archer - gitaar, keyboard, achtergrondzang (2009-2014)
- Andy Bell - gitaar, keyboard, achtergrondzang (2009-2014)
- Chris Sharrock – drums (2009-2014)
- Jay Mehler – basgitaar (2013-2014)

### Voormalige leden
- Jeff Wootton - basgitaar (2010-2013)

## Discografie

### Albums
| Album met eventuele hitnotering(en) in de Nederlandse Album Top 100 | Datum van verschijnen | Datum van binnenkomst | Hoogste positie | Aantal weken | Opmerkingen |
| ------------------------------------------------------------------- | --------------------- | --------------------- | --------------- | ------------ | ----------- |
| Different gear, still speeding                                      | 25-02-2011            | 05-03-2011            | 7               | 6            |             |
| BE                                                                  | 07-06-2013            | 15-06-2013            | 37              | 2            |             |

| Album met hitnotering(en) in de Vlaamse Ultratop 200 albums | Datum van verschijnen | Datum van binnenkomst | Hoogste positie | Aantal weken | Opmerkingen |
| ----------------------------------------------------------- | --------------------- | --------------------- | --------------- | ------------ | ----------- |
| Different Gear, Still Speeding                              | 2011                  | 05-03-2011            | 14              | 7            |             |
| BE                                                          | 2013                  | 15-06-2013            | 23              | 13           |             |

### Singles
| Single met eventuele hitnotering(en) in de Nederlandse Top 40 | Datum van verschijnen | Datum van binnenkomst | Hoogste positie | Aantal weken | Opmerkingen |
| ------------------------------------------------------------- | --------------------- | --------------------- | --------------- | ------------ | ----------- |
| The roller                                                    | 2011                  | -                     | tip5            | -            |             |

| Single met hitnotering(en) in de Vlaamse Ultratop 50 | Datum van verschijnen | Datum van binnenkomst | Hoogste positie | Aantal weken | Opmerkingen |
| ---------------------------------------------------- | --------------------- | --------------------- | --------------- | ------------ | ----------- |
| Bring The Light                                      | 15-11-2010            | 18-12-2010            | tip32           | -            |             |
| The Roller                                           | 2011                  | 05-02-2011            | tip33           | -            |             |
| Flick Of The Finger                                  | 2013                  | 27-04-2013            | tip47           | -            |             |
| Second Bite Of The Apple                             | 2013                  | 22-06-2013            | tip26           |              |             |
| Shine A Light                                        | 2013                  | 10-08-2013            | tip61           |              |             |